# هارولد ديفيد لندن
هارولد ديفيد لندن (بالإنجليزية: Harold David London)‏ هو مؤرخ نيوزيلندي، ولد في 28 أغسطس 1906، وتوفي في 29 مارس 1980.